# 左大臣 (源氏物語)
左大臣（さだいじん・ひだりのおとど）は、『源氏物語』に登場する架空の人物。

## 概要
後に摂政及び太政大臣にまでなった人物である。『源氏物語』の作中世界では何人かの人物が太政大臣になっているが、摂政になったのはこの人物だけであるために、九条家本以降の古系図や古注釈などではこの二つの極官を合わせて「摂政太政大臣」などと呼ばれていることが多いが、現在一般には最初に登場した時の官位である「左大臣」で呼ばれることが多い。同じ藤原氏である右大臣（これも初登場時の官職に由来する通称である）と激しく権力争いを行っているが、次期天皇になる東宮の母が右大臣の娘であることから劣勢に立たされている。宮中へやるつもりであった娘「葵の上」を桐壺帝の頼みによって光源氏の妻にして、自身は光源氏の烏帽子親となり、以後源氏の庇護者となった。源氏が権力を失って須磨へ退去した際には、右大臣の専横に抗議する形で自身も隠居状態になったが、源氏が復権するとその推挙によって太政大臣の地位につき、その後まもなく死去している。

## 家系
本人の氏族が直接本文中に明記されることはないが、孫に当たる（頭中将の娘）玉鬘が「藤原の瑠璃君」と呼ばれていることから、祖父にあたるこの左大臣も藤原氏の出身であると考えられる。桐壺帝の同腹の妹である大宮を正妻として葵の上や頭中将らをもうけており、それ以外の女性との間にも複数の子がいる。桐壺帝の頼みによって宮中へやるつもりであった娘「葵の上」は、光源氏の最初の正妻となった。同人には他に左衛門督（藤大納言）、権中納言（春宮大夫）、蔵人弁（左中弁）の3人の子が登場する。このうち左衛門督と権中納言は葵の上や頭中将とは母が異なる（別腹）とされる。蔵人弁については母は不明であり、左衛門督や蔵人弁と同一人物の可能性もあるとされる。

### 左大臣家
源氏物語には同人を含め、
- 同人の子の世代である葵の上や頭中将
- 同人の孫の世代である柏木、紅梅、雲居の雁、玉鬘、近江の君

といった同人から始まる家系の数多くの人物が『源氏物語』において重要な役割を果たす人物として登場し、その他にわずかに名前のみ登場するような人物も多い。そのため、父系によって人物をつなげて記述する古系図においては、歴代の天皇や光源氏を初めとする宮家・源氏を全てまとめて記述する皇室の系図を除くと、この左大臣（古系図では「摂政太政大臣」と表記されることが多い）から始まる系図が、最も多くの人物を含む系図になる。このような左大臣に始まる家系の人物の一族を「左大臣家」や「左大臣一族」と総称することがある。

## 登場する巻
左大臣は直接には以下の巻で登場し、本文中ではそれぞれ以下のように表記されている。
- 第01帖 桐壺 引入の大臣、大臣、大殿
- 第02帖 帚木 大臣、大殿、殿
- 第04帖 夕顔 大臣、大殿、殿
- 第05帖 若紫 大臣、大殿、殿
- 第06帖 末摘花 大臣
- 第07帖 紅葉賀 大臣、大殿
- 第08帖 花宴 大臣、左の大臣
- 第09帖 葵 大臣、大殿、殿、左の大臣
- 第10帖 賢木 大臣、大殿、左の大い殿、左大臣、致仕の大臣
- 第12帖 須磨 大臣、大殿
- 第14帖 澪標 大臣、大殿、致仕の大臣、摂政、太政大臣、祖父大臣
- 第18帖 松風 大殿
- 第19帖 薄雲 太政大臣
- 第20帖 朝顔 太政大臣、故大殿
- 第21帖 少女 故大殿、故大臣、故殿

## 各巻での活動
光源氏の最初の正妻である葵の上や頭中将らの父である。藤原左大臣家の統領。桐壺帝や源氏とは公私共に親しい。桐壺帝の頼みによって源氏の烏帽子親となり、また舅となったことで、若き日の源氏の後見人となった。（第01帖 桐壺）
源氏が失脚して須磨に退去した際には右大臣の専横に抗議して公職を退いた。（第12帖 須磨）
冷泉帝即位時には源氏の要請を受け太政大臣に就いた。63歳。（「第14帖 澪標」）
死去。享年66。（「第19帖 薄雲」）